# Havenbedrijf Antwerpen

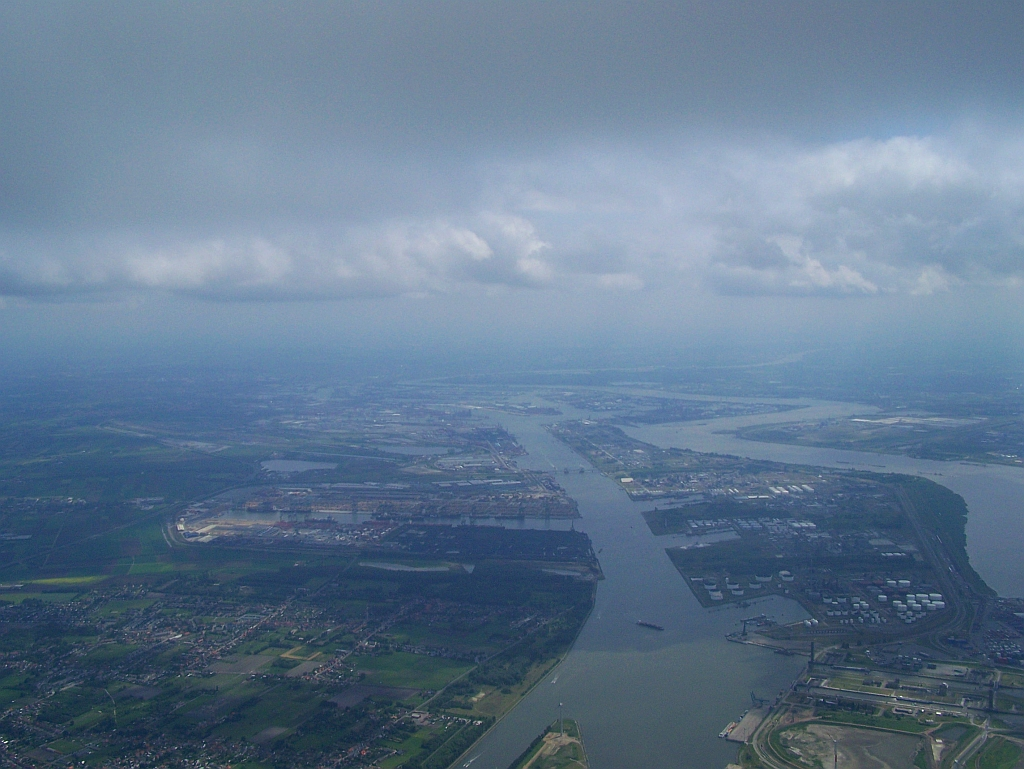
Luchtopname van de haven van Antwerpen (2008)

Het Havenbedrijf Antwerpen was het havenbedrijf voor de haven van Antwerpen met als rechtsvorm een naamloze vennootschap van publiek recht sinds 1 januari 2016 tot aan de fusie naar Haven van Antwerpen-Brugge in 2022.
Het staat samen met andere overheidsdiensten in voor de uitvoering van het Antwerpse havenbeleid. De voornaamste doelstelling van het havenbedrijf is het optimaliseren van de toegevoegde waarde die de Antwerpse haven voor de regio genereert. Het tracht de concurrentiepositie van de haven te verstevigen door een kwaliteitsvolle dienstverlening aan te bieden. De Antwerpse haven is een landlordhaven, wat wil zeggen dat het Havenbedrijf eigenaar of beheerder is van de voornaamste haventerreinen en -infrastructuur. Het levert administratieve, commerciële en technische diensten aan de vele bedrijven in de haven van Antwerpen en heeft ongeveer 1550 medewerkers. Verschillende departementen van het havenbedrijf worden beheerd vanuit het Havenhuis.

## Geschiedenis en realisaties
Reeds in de tijd van het Verenigd Koninkrijk der Nederlanden droeg Willem I der Nederlanden in 1819 de eigendom en het beheer van de Scheldekaaien, dokken, sluizen, magazijnen en opslagplaatsen over aan het Antwerps stadsbestuur.
Toch duurde het tot 1996 vooraleer, door de gemeenteraad van de stad Antwerpen, het Gemeentelijk Havenbedrijf Antwerpen als autonoom gemeentebedrijf met rechtspersoonlijkheid werd opgericht. Het werd operationeel op 1 januari 1997. Daarvoor was het havenbeleid in handen van de Stad Antwerpen.
Deze verzelfstandiging was noodzakelijk geworden na de enorme schaalvergroting in de petrochemie, en vooral na de 'containerisatie' die had plaatsgevonden in de periode na de Tweede Wereldoorlog. Dankzij de reorganisatie en de nieuwe statuten, kan het nu beter reageren op markttendensen zoals de toenemende concurrentie tussen havens en de concentratietendens bij rederijen. Deze tendensen grote en snelle inspanningen betreffende capaciteit, kostenbeheersing en dienstverlening.
Een voortdurende optimalisatie van het ruimtegebruik en het bouwen van nieuwe dokken op de linker Schelde-oever drong zich op. In 1998 besliste de Vlaamse regering samen met het Gemeentelijk Havenbedrijf om er het Deurganckdok te bouwen. Het Deurganckdok is een getijdendok, en dus rechtstreeks (zonder sluis) van op de Schelde toegankelijk voor de containerschepen. Op 6 juli 2005 werd het Deurganckdok officieel geopend. Wanneer alle terminals aan het Deurganckdok operationeel zullen zijn, zullen er jaarlijks 7 miljoen TEU behandeld worden. Met de komst van het Deurganckdok wordt de containerbehandelingscapaciteit in de Antwerpse haven meer dan verdubbeld.
Maar de capaciteitsvergroting door nieuwe dokken kon enkel plaatsvinden door een uitgekiende ruimtelijke planning. Sinds 1999 moet elk havengebied in Vlaanderen een strategisch plan en een ruimtelijk uitvoeringsplan (RUP) opstellen. Dat moet zorgen voor een maximale bescherming van de omliggende woonzones en ecologische infrastructuur, en voor een zuinig ruimtegebruik. De strategische planning omvat de havenontwikkelingsplannen op lange termijn en de hiermee verband houdende natuurcompenserende maatregelen.
Na dialoog kon het havenbedrijf samen met milieuorganisatie Natuurpunt begin 2001 een langetermijnbeleid uitstippelen met betrekking tot de ontwikkeling van een netwerk van ecologische infrastructuur in het zeehavengebied Antwerpen. Het havenbedrijf was ook betrokken bij het Memorandum van Overeenstemming dat op 4 maart 2002 ondertekend werd door Vlaanderen en Nederland in Vlissingen. Hierin staat de uitwerking van een ontwikkelingsschets voor het Schelde-estuarium tot 2010. De klemtoon ligt hierbij op de drie voornaamste functies van het estuarium: toegankelijkheid, natuurlijkheid en veiligheid.

## Structuur en kerntaken
Bij de overgang naar autonoom gemeentebedrijf zijn de bestuurlijke organen gereorganiseerd. Zo wordt het havenbedrijf nu geleid door de raad van bestuur, de Gewestelijke Havencommissaris en het directiecomité. De raad van bestuur staat in voor uitstippelen van een strategisch langetermijnbeleid voor de Antwerpse haven. Het oefent democratische controle uit op het dagelijkse beleid door het directiecomité. De raad van bestuur bestaat uit de voorzitter, dit is de Antwerpse schepen van de haven, vijf gemeenteraadsleden, zes onafhankelijke bestuurders en de gedelegeerd bestuurder.
De Gewestelijke Havencommissaris is een functionaris van het Vlaamse Gewest die controle uitoefent op de Havenbedrijven van Antwerpen, Gent, Oostende en Zeebrugge. Wanneer de beslissingen van andere bestuursorganen van deze havenbedrijven strijdig zijn met het Vlaamse Havendecreet, kan hij deze opschorten. Het directiecomité houdt zich bezig met het dagelijks bestuur van het havenbedrijf. Het bestaat niet uit politiek verkozenen maar uit leidinggevenden met een economische en technische achtergrond. Het dagelijks bestuur is de coördinatie en het management van alle technische, commerciële en administratieve afdelingen van het Havenbedrijf die nodig zijn voor het uitvoeren van zijn kerntaken. Het directiecomité kan overgaan tot het uitschrijven en uitvoeren van overheidsopdrachten met betrekking tot de haven.
Een van de voornaamste kerntaken van het Havenbedrijf Antwerpen is het beheer en onderhoud van de haventerreinen en -infrastructuur. Daarvoor bestaan de afdelingen Patrimoniumbeheer en Infrastructuurdiensten. De meeste bedrijven in de Haven van Antwerpen, behalve enkele uitzonderingen, bezitten hun bedrijfsterrein niet maar hebben het in concessie gekregen van het Havenbedrijf Antwerpen. Onder de te beheren infrastructuur vinden we verschillende sluizen, onder meer de grote Berendrecht- en Zandvlietsluizen, bijna alle kaaimuren, nutsleidingen, pijpleidingen, windmolens en een eigen elektriciteitsbedrijf. Dit betekent dat de dienst Patrimonium van het Havenbedrijf Antwerpen bij benadering 37.500.000 m² beheert. Bovendien is het Havenbedrijf Antwerpen eigenaar van meer dan 300.000 m² magazijnen en afdaken.
Een tweede kerntaak van het Havenbedrijf is het verzekeren van veilig en efficiënt scheepvaartverkeer naar, in en vanuit de haven. Daarvoor zorgt de Havenkapiteinsdienst. Deze heeft een aantal politionele bevoegdheden om de veiligheid te garanderen. De havenkapiteinsdienst controleert het transport van gevaarlijke goederen en kent ligplaatsen toe. Ze behandelt ook dossiers van averij waarbij beschadiging of vervuiling van dokken is vastgesteld. Aan het hoofd staat de Havenkapitein-Commandant.
Het Havenbedrijf Antwerpen heeft een eigen baggerbedrijf, servicebedrijf, sleepbedrijf en kraanbedrijf. Het baggerbedrijf moet ervoor zorgen dat de diepte van de tijgebonden ligplaatsen en de dokken gegarandeerd is. Het servicebedrijf doet aan magazijn- en voorraadbeheer en onderhoud van bruggen en sleepboten. Het sleepbedrijf kan voor de assistentie van zeeschepen en brandbestrijding in de haven rekenen op een vloot van 19 vaartuigen. Het Havenbedrijf Antwerpen verhuurde, via een vlotkraanbedrijf, 3 drijvende kranen en via een walkraanbedrijf meer dan 30 walkranen voor activiteiten binnen de Antwerpse Haven.
Het servicebedrijf heeft een eigen teken- en studiebureau, een afdeling hydrografie en een elektronica-afdeling. Het studiebureau vergaart economische en technische data en gegevens over de havenactiviteiten en het publiceert deze. Het kan advies geven aan andere havens in de wereld via het dochterbedrijf APC, Antwerp Port Consulting. Een aparte ICT-cel, Amaris genaamd, ontwikkelt specifieke maritieme computertoepassingen en telematica. Bij nog een ander filiaal heeft men voor de hele Antwerpse Haven een Geografisch informaticasysteem (GIS) ontwikkeld waarbij de Antwerpse haven tot in detail wordt weergegeven. Dit systeem wordt slechts gedeeltelijk ter beschikking gesteld van derden. Het Havenbedrijf Antwerpen beschikt over een milieu-informatiesysteem dat beantwoordt aan de specifieke noden op het terrein. Het Havenbedrijf verbindt er zich toe de globale milieutoestand van de haven in kaart te brengen en alle informatie zorgvuldig op te volgen.
Het Havenbedrijf heeft uitgebreide administratieve diensten zoals een secretariaat met een juridische, een financiële en een personeelsdienst. Het heeft ook een dienst voor Marketing, Promotie en Commerciële Relaties, een dienst voor Communicatie en Pers en een eigen documentatiecentrum.
Het havenbedrijf is verantwoordelijk voor de inning van de zeescheepvaartrechten. Het scheepvaartrecht is een vergoeding, ten laste van het zeeschip, en verschuldigd voor elke aanloop van en/of het verblijf in de haven, samengesteld uit het tonnenmaatrecht en het aanlegrecht.
Het Havenbedrijf Antwerpen werkt ook samen met de Stad Antwerpen, de Vlaamse Gemeenschap en de Provincie Antwerpen aan havenopleidingen bij het APEC.

## Raad van bestuur
- Annick De Ridder voorzitter
- Bart De Wever
- Koen Kennis
- Kathleen Van Brempt
- Marc Van de Vijver
- Carole Lamarque
- Martine Reynaers onafhankelijk bestuurder.
- Jules Noten onafhankelijk bestuurder.
- Hein Deprez onafhankelijk bestuurder.
- Roger Roels onafhankelijk bestuurder.
- Stéphane Verbeeck onafhankelijk bestuurder.
- Giulia Van Waeyenberge onafhankelijk bestuurder.
- Jacques Vandermeiren CEO HA.